# Nigel Williams-Goss
Nigel Williams-Goss (Happy Valley, Oregón, 16 de septiembre de 1994) es un baloncestista estadounidense que forma parte de la plantilla del Žalgiris Kaunas de la LKL. Con 1,88 metros de estatura, juega en las posiciones de base y escolta.

## Trayectoria deportiva

### Primeros años
Asistió en su etapa de instituto al Findlay Prep de Henderson, Nevada, de donde han salido varios jugadores NBA como Avery Bradley, Jorge Gutiérrez o Tristan Thompson, llevando a su high school a un balance de 124 victorias y 8 derrotas, logrando dos títulos nacionales en 2010 y 2012. Disputó tanto el McDonald's All American Game, donde logró 10 puntos y 6 asistencias, como el Jordan Brand Classic, donde llevó a su equipo a la victoria logrando 17 puntos y 4 asistencias.

### Universidad
En diciembre de 2010 anunció su compromiso con la Universidad de Nevada-Las Vegas, cuando tenía ofertas de varias grandes universidades. En abril de 2011, el entrenador de los Rebels, Lon Kruger, pasó a ocupar el banquillo de Oklahoma, lo que hizo que se echara atrás en su decisión, volviendo a considerar otras ofertas.
Finalmente se decidió por los Huskies de la Universidad de Washington, donde jugó dos temporadas, en las que promedió 14,5 puntos, 4,5 rebotes y 5,1 asistencias por partido, siendo incluido en su primera temporada en el mejor quinteto de novatos de la Pac-12 Conference, mientras que al año siguiente lo era en el segundo equipo absoluto de la conferencia.
En abril de 2015 anunció que dejaba Washington para ser transferido a otra universidad. A pesar de su buena relación con su entrenador y con sus compañeros, el deseo de ganar partidos hizo que quisiera continuar en otro equipo con más opciones. Tras valorar diferentes opciones, finalmente se decantó por los Bulldogs de la Universidad Gonzaga. Allí, tras el año en blanco que impone la NCAA en este tipo de transferencias, jugó su temporada júnior en la que promedió 16,8 puntos, 6,0 rebotes y 4,7 asistencias, siendo elegido Jugador del Año de la West Coast Conference.

#### Estadísticas
| Año     | Equipo     | PJ  | PT  | MPP  | %TC  | %3P  | %TL  | RPP | APP | ROB | TPP | PPP  |
| ------- | ---------- | --- | --- | ---- | ---- | ---- | ---- | --- | --- | --- | --- | ---- |
| 2013–14 | Washington | 32  | 32  | 33.2 | .464 | .356 | .723 | 4.4 | 4.4 | 1.1 | 0.2 | 13.4 |
| 2014–15 | Washington | 30  | 30  | 36.8 | .442 | .256 | .763 | 4.7 | 5.9 | 1.1 | 0.2 | 15.6 |
| 2016–17 | Gonzaga    | 38  | 38  | 32.8 | .486 | .368 | .867 | 6.0 | 4.7 | 1.8 | 0.1 | 16.8 |
| Total   | Total      | 100 | 100 | 34.2 | .464 | .331 | .806 | 5.1 | 5.0 | 1.3 | 0.1 | 15.3 |

### Selección nacional
Williams-Goss disputó con la selección de Estados Unidos sub-19 el Mundial de su categoría de 2013 en República Checa, donde ayudó en la consecución de la medalla de oro promediando 7,9 puntos, 2,8 rebots y 2,7 asistencias por partido.

### NBA
Fue elegido por Utah Jazz con la selección número 55 del Draft de la NBA de 2017, y jugó en las Ligas de Verano de la NBA.

### Europa
Tras participar en las Ligas de Verano de la NBA, en agosto de 2017 firmó un contrato por dos temporadas con el KK Partizan de la Liga Serbia.
En julio de 2018 ficha por el Olympiacos griego por dos años más otro opcional. Con el club griego jugó la Euroliga, mostrando una media de 9,2 puntos en 30 partidos, 2 rebotes y 4,2 asistencias por partido.
En la temporada 2019-20, firmó contrato con Utah Jazz y regresó a Estados Unidos. Jugó 10 partidos en la NBA, incluidos 2 de la burbuja a causa del Covid19 en Orlando, pero principalmente jugaría con el equipo de desarrollo de la franquicia Salt Lake City Stars en la G League: 17 partidos, 15.3 puntos + 3.9 rebotes + 5.5 asistencias + 1.6 robos por encuentro. 
El 5 de enero de 2021, firma por el Lokomotiv Kuban de la Superliga de baloncesto de Rusia.
En julio de 2021, fichó por el Real Madrid por dos temporadas, tras las cuales finalizó su vinculación con el club madridista.
El 28 de junio de 2023, tras lograr la Euroliga con el Real Madrid, firma por el Olympiacos B.C. de la A1 Ethniki.
El 25 de junio de 2025 firma por dos temporadas con el Žalgiris Kaunas de la LKL y la Euroliga.

## Estadísticas de su carrera en la NBA

### Temporada regular
| Año     | Equipo | PJ | PT | MPP | %TC  | %3P  | %TL   | RPP | APP | ROB | TPP | PPP |
| ------- | ------ | -- | -- | --- | ---- | ---- | ----- | --- | --- | --- | --- | --- |
| 2019-20 | Utah   | 10 | 0  | 5.0 | .313 | .286 | 1.000 | .6  | .6  | .3  | .1  | 1.4 |
| Total   | Total  | 10 | 0  | 5.0 | .313 | .286 | 1.000 | .6  | .6  | .3  | .1  | 1.4 |